# Мостът (Живите мъртви)
"Мостът" е вторият епизод от деветия сезон на постапокалиптичния хорър сериал „Живите мъртви“, излъчен по AMC на 14 октомври 2018 г. Сценарист е Дейвид Лесли Джонсън-Макголдрик, а режисьор – Дейзи фон Шерлер Майер.

## Сюжет
Рик разговаря с някого за състоянието на общностите през последния месец, докато те работят по възстановяването на отнесения мост. По-рано същия ден Рик наблюдава импровизирания лагер, в който повечето от близките му съюзници помагат да се бди над Спасителите, докато те се трудят за възстановяването на моста. Юджийн го държи в течение на напредъка, като отбелязва, че не са успели да отчетат половин дузина пешеходци на Спасителите и че планират да детонират пътна блокада по-късно същия ден, както и плановете си да отклонят близката орда пешеходци с помощта на сирени. Рик вижда, че Сидик е обучил Енид на основни полеви медицински дейности, и кара Сидик да се върне в безопасността на общностите. Карол и Езикиъл обсъждат връзката си, а Ан и отец Гейбриъл започват да разпознават връзката между тях.
По време на работа, докато Хенри раздава вода, Джъстин, Спасител, се опитва да вземе повече от своя дял и бута Хенри. Дарил се втурва, за да усмири Джъстин, преди Рик да успее да наложи контрола си над групата. Рик и Дарил осъзнават, че Спасителите започват да излизат извън контрол, поради бързането на Рик да завърши моста и липсата на храна. По-късно те взривяват динамита и проследяват близката орда от пешеходци, която се отклонява към първата сирена. Въпреки това, когато втората сирена, управлявана от Джъстин, не се задейства, Рик разбира, че групата мъже в близката сечище са в беда. Там Дарил вижда ордата и нарежда на всички да бягат, но в бързината ръката на Аарон е смазана под огромен дънер. Рик и останалите пристигат, за да им помогнат да се защитят, като позволяват на Дарил да откара Аарон в медицинската палатка. Енид е смаяна от нараняването и решава, че единственото действие, което могат да предприемат, е да ампутират ръката на Аарон. Операцията е успешна, но Дарил поема цялата вина за загубата на Аарон. Дарил упреква Джъстин, че не е включил алармата. Джъстин твърди, че радиооборудването им се е повредило, но когато Дарил отказва да приеме това извинение, той си тръгва.
Мишон отива на Хълма, за да говори с Маги. Мишон знае, че Хълмът е чакал доставка на етанол, произвеждан в Светилището, който да разменят за храна, която да предоставят на Спасителите, но доставката е изчезнала; Мишон иска от Маги да предостави храната, като вярва, че ще получат етанола. Маги отказва, като посочва, че нямат гориво за трактора си, а тъй като ковачът им Ърл е задържан, не могат да поправят плуга, който са взели от музея, и затова трябва да пестят хранителните си запаси. Мишон настоява Маги да преосмисли решението си, но Маги остава твърдо убедена, че Ърл трябва да бъде наказан. Маги все пак разрешава на Тами да види Ърл под нейно наблюдение и научава, че действията на Ърл са резултат от това, че Грегъри му е дал първата алкохолна напитка от години. След известно време Маги отстъпва; тя позволява на Ърл да се върне към ковашката си работа под охрана и се съгласява да осигури храна на Мишон, както и да бъде отворена за обсъждане на кодекс от закони между общностите, стига да запази известна власт в Хилтоп.
Същата нощ разговорът на Рик продължава, като се разкрива, че е с Неган, който е държан в килия в Александрия. Неган не се интересува от това как Рик възстановява общностите, като смята, че Рик просто помага да се поправи светът за него. Ан наблюдава през нощта и забелязва хеликоптер, който прелита над нея. Джъстин, който върви сам обратно към Светилището, сякаш вижда някого, когото разпознава, преди фигурата да скочи и да го нападне.